# تپه قلاباقری
تپه قلا باقری مربوط به دوره اشکانیان - سدهٔ ۵ تا ۷ ه.ق - دوره صفوی است و در شهرستان بروجرد، بخش مرکزی، دهستان همت‌آباد، شهرک ایثار، ۱ کیلومتری شمال شرقی روستای قلعه شمسی واقع شده و این اثر در تاریخ ۲۸ اسفند ۱۳۸۵ با شمارهٔ ثبت ۱۸۳۷۰ به‌عنوان یکی از آثار ملی ایران به ثبت رسیده است.